# Aubusson (Orne)
Aubusson is een gemeente in het Franse departement Orne (regio Normandië) en telt 416 inwoners (2019). De plaats maakt deel uit van het arrondissement Argentan.

## Geografie
De oppervlakte van Aubusson bedraagt 3,9 km², de bevolkingsdichtheid is 107 inwoners per km².
De onderstaande kaart toont de ligging van Aubusson (Orne) met de belangrijkste infrastructuur en aangrenzende gemeenten.

## Demografie
Onderstaande figuur toont het verloop van het inwonertal (bron: INSEE-tellingen).